# Cuthbert (Western Australia)
Cuthbert ist ein Ortsteil von Albany im australischen Bundesstaat Western Australia. Cuthbert liegt rund acht Kilometer westlich des Stadtzentrums an der Great Southern Railway.

## Geografie
Im Süden grenzt der Vorort an Sandpatch, im Osten Robinson, im Westen an Elleker und Yakamia und im Norden an Marbelup.
Die Küste liegt etwa 2,6 Kilometer südlich des Ortes.

## Bevölkerung
Der Ort Cuthbert hatte 2016 eine Bevölkerung von 156 Menschen, davon 50,6 % männlich und 49,4 % weiblich. 2,5 % der Bewohner (vier Personen) sind Aborigines oder Torres-Strait-Insulaner.
Das durchschnittliche Alter in Cuthbert liegt bei 45 Jahren, sieben Jahre über dem australischen Durchschnitt von 38 Jahren.